# Лал Багадур Шастрі
Лал Багадур Шастрі (гінді लालबहादुर शास्त्री; 2 жовтня 1904 — 11 січня 1966) — другий прем'єр-міністр Індії.

## Життєпис
Народився у місті Мугалсараї (нині штат Уттар-Прадеш). 1921 року вступив до приватного націоналістичного університету у Варанасі. Після закінчення навчання долучився до національно-визвольного руху, за що неодноразово заарештовувався. Загалом в ув'язненні провів 9 років, зокрема від 1940 до 1946 — за участь у русі Сатьяграха.
Після проголошення незалежності Індії очолив міністерство внутрішніх справ штату Уттар-Прадеш. 1951 року отримав пост генерального секретаря Лок Сабхи, а пізніше був призначений на посаду міністра залізниць в уряді Джавахарлала Неру. Був усунутий від посади після катастрофи в Ар'ялуру, що у штаті Тамілнад. 1961 року, після чергових виборів, отримав пост міністра транспорту, а потім — міністра внутрішніх справ Індії.
27 травня 1964 року помер Джавахарлал Неру. Після цього всередині ІНК почалась боротьба за владу. соціалістично орієнтований Шастрі влаштовував ліве крило ІНК, яке остерігалось зміцнення правоцентриста Морарджі Десаї. 9 червня 1964 року Шастрі був затверджений на посту глави уряду, хоч фаворитом у боротьбі за владу вважався саме Десаї.

## На чолі уряду
На посту фактичного керівника держави Шастрі намагався уникати кардинальних реформ у внутрішній політиці, завжди прагнучи до компроомісів. Його уряд не зміг подолати економічну кризу та проблему нестачі продовольства. 1965 року спалахнула Друга індо-пакистанська війна. Основні бойові дії розгортались у Кашмірі й Пенджабі. Пакистанська влада розраховувала, що в індійському Кашмірі спалахне повстання, але того не сталось. Хоч пакистанцям і вдалось просунутись углиб індійської території у Пенджабі, індійські війська досягли успіхів у Кашмірі. Окрім того, індійські війська обстріляли Лахор. Наприкінці 1965 року було оголошено перемир'я. У січні 1966 року в Ташкенті почались індо-пакистанські перемовини за посередництва СРСР. 10 січня було підписано Ташкентську декларацію, що поклала край війні. Наступного дня Шастрі помер через серцевий напад.

## Пам'ять
- Лал Багадуру Шастрі встановлено пам'ятник у Ташкенті.
- 2005 року на честь Шастрі було названо аеропорт у місті Варанасі.